# Flashpoint (série de televisão)
Flashpoint é uma série de drama policial da TV canadense estrelada pelos atores Enrico Colantoni, Amy Jo Johnson e Hugh Dillon, criada originalmente por Mark Ellis e Stephanie Morgenstern. Teve sua estreia em 11 de julho de 2008 simultanealmente em dois países: No Canadá pela CTV e nos Estados Unidos pela CBS. Em Julho de 2011, o canal pago ION adquiriu os direitos de exibição de todas as temporadas, se tornando mais um canal a exibir a série dentro do território americano. Flashpoint é exibida em Portugal pelo canal Fox e no Brasil, a primeira temporada estreou pelo Warner Channel. Em Junho de 2012, o canal pago Universal Channel adquiriu os direitos de exbição da série e voltou a transmitir Flashpoint no Brasil desde a sua primeira temporada até os episódios mais recentes, com opção de áudio dublado em português.
Ao longo das temporadas, Flashpoint conquistou mais de 80 nomeações incluindo o Gemini Awards, a premiação mais importante da televisão no Canadá, equivalente ao Emmy. Outras indicações aconteceram no ASC Award, Canadian Society of Cinematographers Awards, Directors Guild of Canada, Writers Guild of Canada Awards, Monte Carlo TV Festival, PRISM Awards e Young Artist Awards. A série é transmitida para mais de 100 países.
Amy Jo Johnson e Hugh Dillon, conhecidos também por suas carreiras musicais, tem suas músicas na trilha sonora da série. Tema de um dos episódios, a canção "Dancing In-between" de Amy Jo Johnson, foi uma das 100  mais tocadas no Canadá em 2008.

## Sinopse
Flashpoint mostra o cotidiano de uma unidade de elite tática, o chamado Strategic Response Unit (SRU), dentro de uma força policial canadense metropolitana (baseado na Polícia de Toronto Emergency Task Force). A SRU está encarregada de resolver as situações extremas em que os oficiais regulares não são treinados para lidar, incluindo a resgate de reféns, ameaças de bombas e criminosos fortemente armados. Equipados com ferramentas de alta tecnologia e um abastecimento de armas e explosivos, os membros usam táticas de negociação e intuição para tentar evitar o uso da força. A equipe é liderada pelo Sargento Gregory Parker (Enrico Colantoni) e pelos atiradores de elite Ed Lane (Hugh Dillon) e Jules Callaghan (Amy Jo Johnson). Dentre os integrantes também está Sam Braddock (David Paetkau), o mais novo policial do grupo.

## Temporadas
A série Flashpoint é dividida em 5 temporadas, que intercalam-se entre 13 e 18 episódios.

### Primeira Temporada (2008-2009)
A primeira temporada apresenta os quatro personagens centrais da equipe, Ed, Greg, Jules e Sam, mostrando suas especialidades, medos e lutas pessoais. Ed Lane (Hugh Dillon) tenta lidar com as pressões do trabalho, sem que estas atinjam sua família. Ele tem um filho e uma esposa e dificuldades para conciliar o seu tempo com eles. Greg Parker (Enrico Colantoni), além de um sargento respeitado, é amigo e querido por todos do time. Ele revela seu drama pessoal em relação ao filho, que não vê há 8 anos. Mesmo trazendo a feminilidade como a única mulher da equipe, Jules Callaghan (Amy Jo Johnson) não é frágil. Ela é orgulhosa por ter conquistado seu lugar no time. Depois de viver uma dura experiência no Afeganistão, Sam Braddock (David Paetkau) carrega o peso de ter entrado na equipe com um possível empurrão de seu pai. Desde o primeiro contato, Sam se mostra atraído por Jules. Os dois nutrem um forte sentimento mútuo, mas o namoro entre dois integrantes da mesma equipe é expressamente proibido.

### Segunda Temporada (2009-2010)
Em meio ao inverno canadense, a segunda temporada foca em missões fortes e historias envolventes entre vitimas, criminosos, reféns e famílias. A temporada começa com Jules (Amy Jo Johnson) no hospital, recuperando-se de um tiro. Enquanto, ela não pode voltar, começa o recrutamento de um integrante temporário para substituí-la. A policial Donna Sabine (Jessica Steen) é escolhida, porém não ganha a confiança de todos na equipe. Ela se mostra impulsiva e tem sua personalidade questionada pelo próprio sargento Greg (Enrico Colantoni). Apesar disso, conquista a confiança de Ed (Hugh Dillon) e Wordy (Michael Cram). Quando Jules está pronta para voltar, ela coloca o trabalho em primeiro lugar, terminando seu relacionamento com Sam (David Paetkau). Em meio a um episódio épico, quando um grupo de terroristas coloca várias bombas por toda a cidade, um dos membros da SRU perde a vida ao cair em uma armadilha fatal.

### Terceira Temporada (2010-2011)
A terceira temporada mostra o lado pessoal de cada um dos integrantes da SRU, envolvidos em missões que exigem mais do fator emocional da equipe. Com sua esposa Sophie (Janaya Stephens) grávida, Ed (Hugh Dillon) precisa dedicar mais tempo a ela, senão correrá o risco iminente de uma separação. Depois de 10 anos, o filho de Greg (Enrico Colantoni) finalmente aparece e o encontro dos dois faz surgir uma nova ligação familiar. Jules (Amy Jo Johnson) encontra Steve (Steve Boyle), um paramédico e antigo amigo de seu passado. Ficando sempre por perto, Steve parece estar interessado nela o que gera um desconforto com Sam (David Paetkau). O drama vivido por Spike (Sergio Di Zio) em relação a perda de seu amigo Lou (Mark Taylor), volta a ser abordado com profundidade. Wordy (Michael Cram) revela seus problemas familiares e todos os erros, acertos, defeitos e qualidades da equipe são colocados em check quando são avaliados por um especialista em separar equipes, o Doutor Toth (Victor Garber).

### Quarta Temporada (2011-2012)
A quarta temporada começa de forma impactante, com o risco de a equipe ser dividida quando um psicólogo e militar conhecido como Dr. Toth (Victor Garber), invade a cabeça de cada membro individualmente, expondo medos e falhas. Ed (Hugh Dillon) acaba sendo baleado e levado ao mesmo hospital onde sua esposa está tendo um parto complicado e com altos riscos. Wordy (Michael Cram) guarda um segredo e teme perder o seu emprego a qualquer momento. Spike (Sergio Di Zio) enfrenta dolorosamente as atitudes de seu pai,  que se encontra em um  frágil estado de saúde. O secreto relacionamento amoroso de Jules (Amy Jo Johnson) e Sam (David Paetkau) está prestes a ser descoberto e eles têm de enfrentar a possibilidade de deixar a equipe um pelo outro. A forte liderança de Greg (Enrico Colantoni) é abalada, colocando não só em dúvida o seu futuro como sargento, mas em risco todo futuro do Time 1.

### Quinta Temporada (2012-2013)
Na quinta temporada, o Time 1 enfrenta seus desafios mais intensos, aqueles que fazem cada integrante lutar com as mesmas razões pelas quais escolheram seus caminhos como policiais. Depois de dar mais um tiro fatal, Ed (Hugh Dillon) está crise, lutando contra medos e aflições pelas mortes que causou. Jules (Amy Jo Johnson) e Sam (David Paetkau) estão mais atentos, enxergando com mais clareza o perigo que a profissão pode trazer ao casal e a construção de uma família. Greg (Enrico Colantoni) está mais próximo de seu filho e o sentimento de deixar um legado começa a falar mais alto. Depois da mudança de sua mãe para a Itália, Spike (Sergio Di Zio) está sozinho e aprendendo a unir a sua inteligência com a emoção vinda através de missões perigosas. Juntos, como um verdadeiro time, eles passam a questionar o que sempre era tido como certo: a paz que protegem e a justiça que se destinaram a trazer.

## Elenco
A maioria dos atores que formam o elenco de Flashpoint são canadenses, incluindo Enrico Colantoni, David Paetkau, Hugh Dillon, Sergio Di Zio, Michael Cram, Mark Taylor e Ruth Marshall. Amy Jo Johnson é a única atriz americana estrelando a série feita por canadenses. Ela disse que quase não aceitou fazer parte de Flashpoint, devido a sua gravidez, mas os produtores da série a convenceram a pegar o papel. O crescimento de sua barriga foi escondido atráves do uniforme e dos equipamentos pesados que os policiais usavam nos episódios.
A atriz Ruth Marshall, que fazia o papel da psicóloga Amanda Luria, deixou a série no final da primeira temporada. Já o ator Mark Taylor precisou sair pois seu personagem acabou morrendo no início da terceira temporada. Durante a licença maternidade de Amy Jo Johnson, sua personagem foi substituída pela policial Donna Sabine, intepretada pela atriz Jessica Steen. Jessica faz parte da equipe da série por 6 episódios, até a volta de Amy. Mark Taylor foi substituído por Olunike Adeliyi que faz o papel da policial Leah Kerns a partir do segundo episódio da terceira temporada.

## Produção
Começando como parte de um projeto da CTV que encorajava atores a apresentar roteiros para a emissora, o roteiro original de Flashpoint era para um filme de televisão de duas horas. O interesse da CTV no projeto levou Flashpoint a ser reformulado como uma série regular, que a CTV aprovou em agosto de 2007.
A produção da série não foi afetada pela greve dos roteiristas em 2007, pelo fato de as regras permiterem que os membros do WGC que vivessen no Canadá, incluindo escritores com dupla associação WGA/WGC, escrevessem para produções canadenses. Escritores que viviam na Estados Unidos com dupla associação WGA/WGC, teveram que adquirir uma renúncia da WGA, a fim de trabalhar em produções canadenses durante a greve.
Embora inicialmente desenvolvida para o público canadense, a rede americana CBS se interessou pelo projeto, tornando-se co-produtora da série. Em 29 de janeiro de 2008 a CBS anúnciou a compra dos direitos de transmissão da série para os Estados Unidos, tornando-a primeira série de TV canadense ao ir ao ar em horário nobre em uma rede de transmissão americana desde Due South, também exibida pela CBS em parceria com a CTV.
Além do mais, Flashpoint é a primeira série canadense exibida por uma grande rede de transmissão americana que é feita inteiramente no Canadá, já que Due South era produzida em Chicago e somente filmada em Toronto. Em 5 de março de 2008, a CBS anunciou que Flashpoint estrearia na sua grade em Julho de 2008. Em 11 de abriu de 2008, a atriz e cantora Amy Jo Johnson foi confirmada como a representante americana no elenco principal da série, que antes era composto somente por atores canadenses. A CTV anúnciou em 8 de maio de 2008 que a exbição da série seria simultânea no Canadá e nos Estados Unidos, começando em 11 de julho de 2008.
A filmagem dos primeiros 13 episódios teve início em 17 de abril de 2008, sendo criada e escrita por Mark Ellis e Stephanie Morgenstern e por sua produção executiva, composta por vencedores do Gemini Awards, como Anne Marie La Traverse, para Pink Sky Entertainment e Bill Mustos para Avatar Entertainment em associação com a CTV Television Network e a CBS Television Studios, também considerada CBS Paramount Network Television.
O episódio piloto, conhecido como "Scorpio" foi baseado em um acontecimento real de Toronto, em 2004, onde um sequestrador armado foi baleado e morto por um atirador de elite da Emergency Task Force. Ellis e Morgenstern escreveram o roteiro para o episódio depois de entrevistar membros da ETF. O diretor David Frazee cuidadosamente mirou na SRU como uma unidade única, a fim de mostrar a sua união ao longo da série.
A produtora Anne Marie La Traverse concluiu que a série leva as pessoas ao seu "próprio ponto flash". David Paetkau, um dos membros do elenco da série , disse que Flashpoint "tenta capturar o elemento humano envolvido no policiamento e discute como alguns dos oficiais acabam com bagagem emocional e sofrendo até mesmo de doenças mentais, como estresse pós-traumático".
Flashpoint estreou em 11 de julho de 2008 na CTV no Canadá e CBS nos Estados Unidos, com o episódio "Scorpio", garantindo o primeiro lugar na audiência, o que levou a renovação para a 2ª temporada antes mesmo do término da 1ª temporada. Nos Estados Unidos e Canadá, os 4 últimos episódios da 1ª temporada foram guardados para a exibição no ano seguinte, 2009, sendo assim exibidos como o início da 2ª temporada.
Em 25 de agosto de 2008, a CTV anunciou a renovação da série para uma segunda temporada de 13 episódios com começo das gravações em Toronto no início de 2009. Os episódios da 2ª temporada começaram a ser exibidos em 27 de fevereiro, logo depois dos 4 episódios restantes da 1ª temporada. Alguns meses depois, ambas CTV e CBS aumentaram a renovação da segunda temporada para 18 episódios, porém seriam exibidos apenas 13 episódios e os outros 9 restantes seriam passados para a 3ª temporada.
Em janeiro de 2009, a CTV e CBS confirmaram a 3ª temporada da série, que incluiria os 9 episódios que antes tinham sido programados para a segunda temporada.
Em outubro de 2009, a CTV renovou a série para uma quarta temporada de 13 episódios, sendo todos produzidos em 2010. A CBS também confirmou a renovação, mas não estipulou a data para a volta da série a sua grade de programação. Por esse motivo, a CTV saiu na frente e exibiu a 3ª temporada no Canadá.
A exibição começou com o episódio "One Wrong Move" em 25 de setembro de 2009, garantindo, além do primeiro lugar na audiência, o maior índice registrado pela série no Canadá. Esses episódios permaneceram inéditos nos Estados Unidos até meados de 2010.
Em junho de 2010, a CTV voltou atrás e anúnciou que os 9 episódios exibidos como pertencentes a 3ª temporada, seriam considerados como uma 2ª parte da 2ª temporada. Dessa modo, oficialmente, a segunda temporada ficou sendo divida em duas partes, fechando com o total de 18 episódios que eram prometidos no começo das negociações. Com essa mudança a já anúnciada 4ª temporada, voltou a ser intitulada 3ª temporada.
Em Julho de 2010, a CTV e a CBS iniciaram juntas a exibição da 3ª temporada com o episódio "Unconditional Love".
A 4ª temporada de Flashpoint começou  em 8 de julho de 2011, com a conclusão do episódio "Fault Lines", que recebeu o nome de "Personal Effects". A estreia garantiu mais uma grande audiência na exibição simultanea nos Estados Unidos e Canadá. A 4ª temporada terminou ofcialmente no Canadá com o episódio "Slow Burn", que fechou todas as tramas apresentadas no final da temporada anterior.
Em Julho de 2011, a CTV renovou Flashponit para o seu quinto ano e a ION dos Estados Unidos confirmou a exibição desses episódios que começaram a ser gravados em março de 2012. Alegando terminar a série em seu melhor momento, enquanto ela ainda está no auge e garantindo o primeiro lugar na audiência da TV canadense, os produtores executivos anúnciaram em Maio de 2012 que a 5ª temporada fecharia a história da série. A decisão foi tomada pelos escritores, independentemente da decisão da emissora CTV, que possuia planos para a produção da 6ª temporada.

## Músicas
Selecionadas pelos produtores e na maioria das vezes tocadas no final dos episódios, as músicas que fazem parte da trilha sonora de Flashpoint tem em suas letras, passagens que se encaixam nas situções mostradas e contribuem para o clima de conclusão do episódio. Os interpretes das canções são artistas conhecidos do público canadense como Kim Taylor e Matthew Good, e incluem duas estrelas da própria série, Amy Jo Johnson e Hugh Dillon.
Na primeira temporada, Amy Jo Johnson contribuiu com a sua canção "Dancing In-between", tema do episódio focado em sua personagem: "Attention Shoppers". A música é o maior destaque da trilha sonora até hoje, ficando entre as 100 músicas mais tocadas no Canadá em 2008, segundo a revista Chart. Já o ator Hugh Dillon, contribuiu com sua canção "Lost At Sea", inicialmente gravada apenas para a série e que foi tema do episódio focado em seu personagem: "Never Kissed A Girl". Na segunda temporada, com o lançamento do seu solo, Hugh tem sua música "Don't Be Fooled" como tema do episódio "Just a Man". Na terceira temporada foi a vez da cantora Amy Jo Johnson ter outra de músicas na série: "Goodbye", um dos destaques de seu primeiro CD The Trans-American Treatment, que foi tema do episódio "Terror".
O tema de abertura da série é uma composição instrumental de 30 segundos composta e escrita por Amin Bhatia e Ari Posne. Na terceira temporada, a música tem seu arranjo reformulado.